# قلعه تیغدر
قلعه تیغدر مربوط به دوران‌های تاریخی پس از اسلام است و در شهرستان نهبندان، روستای تیغدر واقع شده و این اثر در تاریخ ۱۰ مهر ۱۳۸۰ با شمارهٔ ثبت ۳۹۶۲ به‌عنوان یکی از آثار ملی ایران به ثبت رسیده است.